# Oberbrüden
Oberbrüden ist ein Kirchdorf und seit 1971 ein Ortsteil der Gemeinde Auenwald im Rems-Murr-Kreis in Baden-Württemberg. Die Ortschaft liegt im Naturpark Schwäbisch-Fränkischer Wald.

## Geographie
Das Dorf Oberbrüden steht knapp zwei Kilometer nördlich des Gemeindesitzes in Unterbrüden und über fünf Kilometer östlich der Stadtmitte von Backnang (Entfernungen jeweils in Luftlinie) an der Grenze zwischen den Naturräumen Murrhardter Wald im Nordosten und Backnanger Bucht im Südwesten. Das Dorf liegt auf 288 m ü. NN in einer Talspinne, in welcher der kurze Widdumbach von Nordwesten, der Heslachbach von Osten und der Warzenbach wieder von Nordwesten her dem südwärts fließenden Brüdenbach zumünden; der Brüdenbach und die beiden längeren Bäche entspringen an den waldigen Abhängen des Murrhardter Waldes. Das ursprünglich überwiegend auf den Talgrund beschränkte Dorf hat sich inzwischen mit Siedlungen vor allem nordnordostwärts auf den Talsporn zwischen Brüdenbach und Heslachbach ausgedehnt.
Zur Oberbrüdener Teilgemarkung der Gemeinde Auenwald gehören außer dem Dorf Oberbrüden auch noch die Weiler Utzenhof im Norden, Tiefental im Nordnordosten, Trailhof im Ostnordosten, Trailhöfle im Osten und Rottmannsberg im Osten, alle drei auf der Hochfläche des Murrhardter Waldes, Heslachhof am Heslachbach näher im Osten sowie Mittelbrüden am abfließenden Brüdenbach. An diesem steht der Wohnplatz Schmollenmühle in jeweils geringem Abstand zwischen Ober- und Mittelbrüden.

## Geschichte

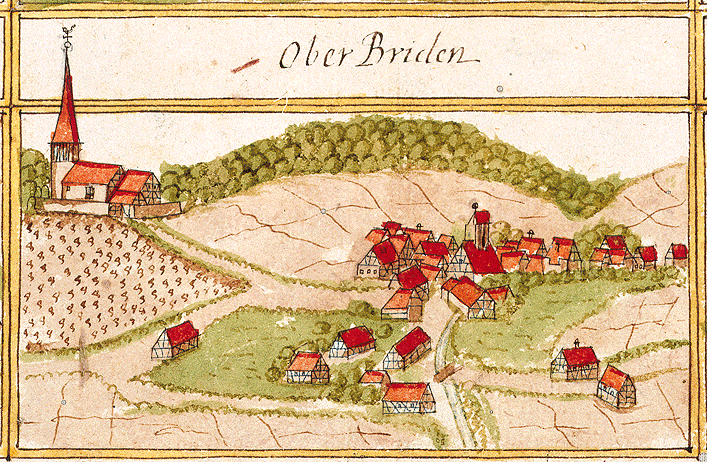
Oberbrüden als Ober Briden 1686 aus den Forstlagerbüchern von Andreas Kieser

### Urgeschichte
Das Gebiet des heutigen Oberbrüden war schon in der Jungsteinzeit von Menschen besiedelt. Der Heimatforscher Werner Pabst fand steinzeitliche Werkzeuge in der Nähe des Trailhofs, beispielsweise Klingen, Pfeilspitzen und ein Steinbeil. Heute befinden sich die Funde im Heimatmuseum Weissach im Tal.

### Kelten und Römer

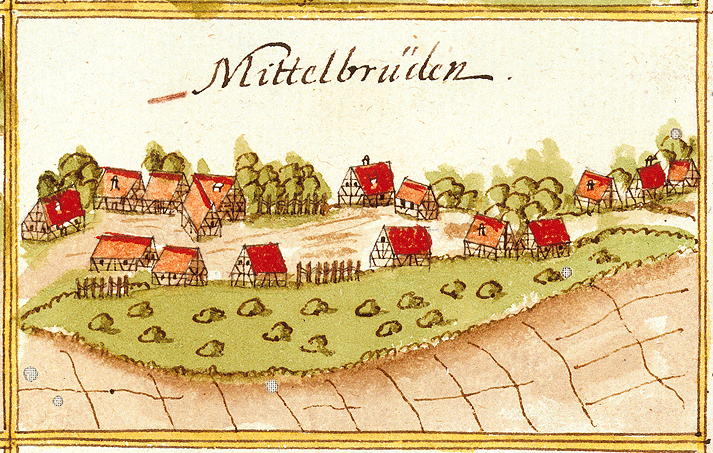
Mittelbrüden

Funde aus der keltischen und der römischen Periode wurden in Oberbrüden noch nicht gemacht. Allerdings könnte der Ortsname „Brüden“ einen keltischen Ursprung haben: Nach einer Theorie könnte der Ortsname von dem keltischen Wort braida abgeleitet sein. Dies bedeutet so viel wie „umzäuntes Land bei der Siedlung“. Noch heute werden die Brüden-Orte im örtlichen schwäbischen Dialekt Brida genannt.

### Alemannen
Von den Brüden-Orten ist Oberbrüden wahrscheinlich die älteste Siedlung. Allerdings dürfte die hochwassergefährdete Ortsmitte des heutigen Dorfs mit dem Heslachbach, dem Warzen- und dem Wittumbach nicht das historische Zentrum gewesen sein. Das alte Oberbrüden ist sicher im Bereich des heutigen Friedhofs zu lokalisieren. Dafür spricht zum einen die topographische Lage des Friedhofs, da das Gelände nach allen Seiten steil abfällt und somit gut zu verteidigen ist. Zum anderen spricht der Standort der alten Peterskirche für eine Siedlung an dieser Stelle, da Dorfkirchen in der Regel nicht außerhalb der Ortschaften gebaut wurden. Weiterhin verlief nahe des Friedhofs eine gepflasterte Römerstraße, die von Steinbach kommend nach dem Trailhof und von dort nach dem Kastell Murrhardt lief. Diese Straße wurde wohl von den Alemannen noch eine gewisse Zeit benützt und geriet nie ganz in Vergessenheit, denn nordöstlich des Friedhofs kommt noch heute der Flurname Pflasterwiesen vor.

### Mittelalter
Nach einer anderen Theorie könnte der Ortsname Brüden von „Bruder“ abgeleitet sein. Folgt man dieser Theorie, so könnte Brüden aus einem kleinen Kloster, einem Waldbruderhaus entstanden sein. Tatsächlich soll laut der Beschreibung des Oberamts Backnang ein Waldgewann südöstlich von Oberbrüden den Namen Klösterle getragen haben. Zwischen Ober-, Mittel- und Unterbrüden wird in den älteren Nennungen des Ortsnamens vor dem 15. Jahrhundert nicht unterschieden, die erste urkundliche Nennung, die sich eindeutig auf Oberbrüden bezieht, datiert auf das Jahr 1528, als Oberbrüden zum württembergischen Unteramt Ebersberg gehörte, das wiederum zum Amt, später Oberamt Backnang gehörte.
Ältere Nennungen, die sich nicht eindeutig auf einen der drei Orte lokalisieren lassen, stammen aus der Zeit um 1100, als das Kloster Hirsau einen Bauernhof in Brüden durch Schenkung erhält, 11. April 1245 erstmals urkundlich in einer Urkunde von Papst Innozenz IV. in der dem Stift Backnang Besitz von Gütern in Brüden und Rottmansberg bestätigt wird und 1426 im Zusammenhang mit Besitznennung der Herren von Urbach. Ein Adelsgeschlecht derer von Brüden ist im 13. und 14. Jahrhundert belegt. In einer Urkunde von 1257 wird ein Ritter Albert von Brüden (Albertus miles de Brüden) als Schultheiß in Oberbrüden erwähnt. Im Jahre 1283 wird ein Syboto von Brüden genannt. 1350 verkaufte Fritz von Brüden und seine Frau Agnes von Bretzingen Wiesen und Äcker an das Kloster Schöntal. Wahrscheinlich befand sich auf dem Altenberg der Stammsitz der Familie. Um 1871 konnte man noch Schutt von Gebäuden der Burg Altenberg finden. 

### Neuzeit
Im Jahre 1593 erscheint Oberbrüden als Ober Brida auf einer Karte von Georg Gadner.
Während des Ersten Weltkriegs hatte die Gemeinde Oberbrüden 22 Gefallene und 5 Vermisste zu beklagen. Nach dem Zweiten Weltkrieg entstand in Oberbrüden ein schlichtes Kriegerdenkmal mit zwei gemauerten Gedenkwänden aus Naturstein. 

### Zweiter Weltkrieg
Im Zweiten Weltkrieg blieb Oberbrüden lange von Kampfhandlungen verschont. Erst am 19. April 1945 war die Front so nah an Oberbrüden herangerückt, dass man das Geschützfeuer hören konnte. Am selben Tag schlugen Artilleriegeschosse der US-Armee beim Heslachhof ein, ohne großen Schaden anzurichten. Der Volkssturm war in Oberbrüden aus Veteranen des Ersten Weltkriegs und aus Jugendlichen aufgestellt worden. Der Volkssturm hatte einen Angriff der US-Armee aus Richtung Backnang-Steinbach erwartet und Straßensperren errichtet. Allerdings rückten die Amerikaner zur Überraschung der Deutschen nicht von Steinbach, sondern aus Richtung Murrhardt gegen Oberbrüden vor. Am 20. April 1945 um 14:30 Uhr erreichten erste US-Panzer über das Alte-Hau-Sträßle Oberbrüden und umgingen so die Straßensperren. Die US-Amerikaner von der 100. Infanteriedivision wurden teilweise freundlich empfangen. An vielen Häusern waren weiße Fahnen angebracht und der Volkssturm leistete keinen Widerstand. Den Amerikanern folgten Franzosen der De-Gaulle-Armee, die über den Eschelhof vorrückten. Während sich die Amerikaner diszipliniert verhielten, überfielen die Franzosen die Bewohner des Utzenhofs und plünderten das Anwesen aus.

### Nachkriegszeit

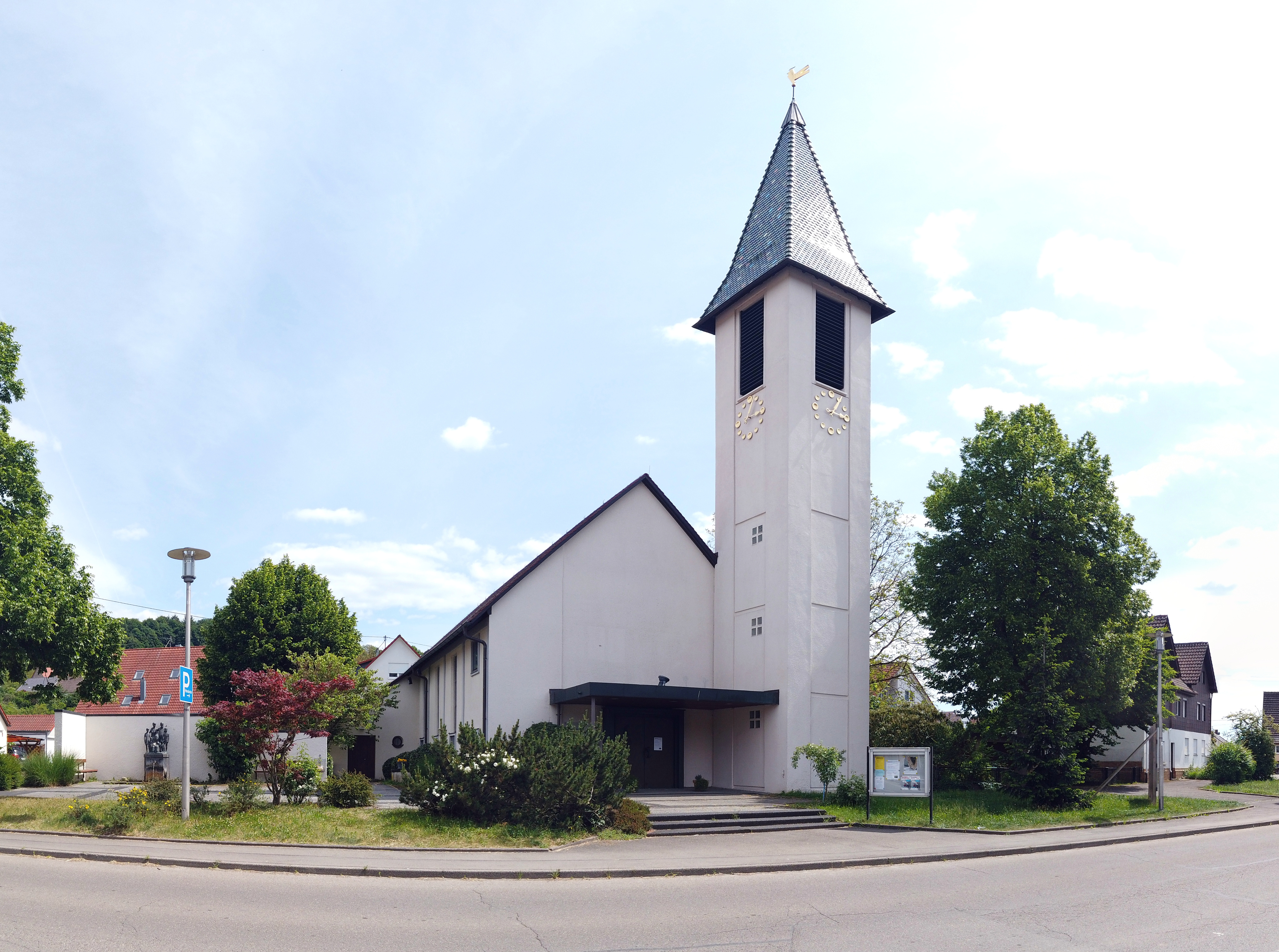
Evangelische Peterskirche in Oberbrüden

Zur Gemeinde Oberbrüden gehörten zum Zeitpunkt der Auflösung der Gemeinde das Dorf Oberbrüden, die Weiler Heslachhof, Mittelbrüden, Rottmannsberg, Tiefental, Trailhof, Trailhöfle und Utzenhof und der Wohnplatz Schmollenmühle. Die Gemeinde mit einer Fläche von 10,08 km² schloss sich am 1. Juli 1971 mit Lippoldsweiler und Unterbrüden zur neuen Gemeinde Auenwald zusammen.
Vor dieser Fusion wurde auch ein Zusammenschluss mit Backnang diskutiert, der Vorschlag konnte sich jedoch nicht durchsetzen.
Durch die Erschließung von Neubaugebieten in den 1970er Jahren wuchs Oberbrüden stark an. Dennoch ist der ländliche Charakter des Orts erhalten geblieben. Auch Mittelbrüden wuchs durch die Erschließung von neuen Gewerbegebieten.

## Bevölkerung

### Einwohnerentwicklung
- 1810: 461[17]
- 1828: 520[18]
- 1847: 603[19]
- 1866: 531[20]
- 1870: 953[21]
- 1939: 821[21]
- 1950: 1126[21]
- 1961: 1048[21]
- 1971: 1365[21]
- 1981: 1742[21]
- 1989: 1891[21]
- 1995: 1982[21]
- 2008: 2035 (mit Mittelbrüden)[22]

## Politik

### Schultheißen und Bürgermeister
Die Schultheißen entstammten zumeist wohlhabenden Bauernfamilien, weshalb man sie auch umgangssprachlich Bauraschultes (Bauernschultheiß) nannte. Erst 1930 wurde in Württemberg die Amtsbezeichnung Schultheiß für den Ortsvorsteher durch Bürgermeister ersetzt.
Liste der Schultheißen (unvollständig, Amtszeiten teilweise unklar):
- 1257: Ritter Albert von Brüden
- 1745: Johann Mardebriner
- 1767: Wahlenmeyer[23]
- 1771: Michel Ackermann[23]
- 1771: Johann Georg Krauß[23]
- 1810: Johannes Kraus[17]
- 1835: Brenner[23]
- 1835–1847: Schramm[23]
- 1848: Rieger[23]
- 1848–1852: Breuninger[23]
- 1854–1882: Johann Friedrich Müller[23]
- 1882–1906: Johann Layer[23]
- 1906–1920: Friedrich Glock[23]
- 1920–1923: Erich Breuning[23]
- 1923–1934: Wilhelm Günter[23]
- 1934–1936: Friedrich Rau[23]
- 1937–1941: Hermann Frey[23]
- 1941–1942: Eugen Baumann[23]
- 1942–1944: Julius Zehender[23]
- 1944–1945: Wilhelm Bleyle[23]
- 1945–1946: Gottlieb Heckmann[23]
- 1947–1948: Christian Schäfer[23]
- 1948–1971: Karl Auktor[23]

### Wappen und Flagge

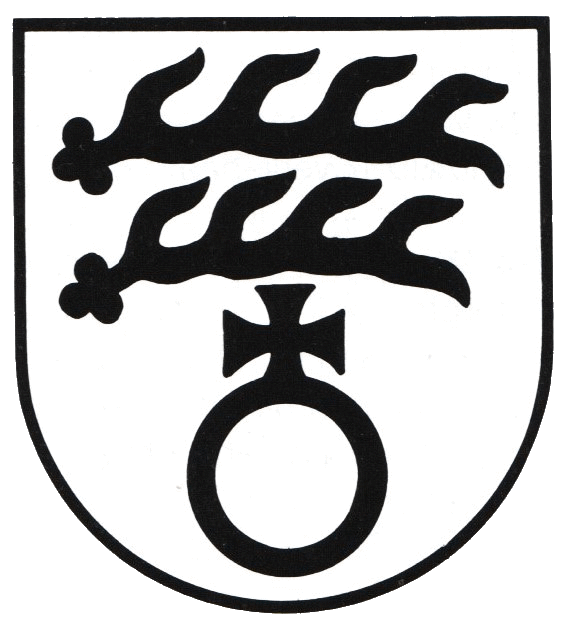

Blasonierung: In Silber (in der Heraldik als Weiß dargestellt) ein Reichsapfel (dargestellt als schwarzer Ring) mit Tatzenkreuz, darüber zwei Hirschstangen in Schwarz.
Wappenbegründung: Die Hirschstangen verweisen auf die Zugehörigkeit zum Haus Württemberg.
Die Gemeindefarben waren Schwarz-Silber (dargestellt als Schwarz-Weiß).
Mit der Gemeindereform ist das Wappen erloschen und wird nur noch von örtlichen Vereinen benutzt.

## Religion

### Evangelische Peterskirche
Oberbrüden wird zu Altwürttemberg gezählt. Seit der Einführung der Reformation durch Herzog Ulrich herrschte in Altwürttemberg die evangelisch-lutherische Konfession vor. Oberbrüden wurde zunächst vom Stift Backnang betreut und erst später eine eigenständige Pfarrei. Die alte 1468 erstmals erwähnte Dorfkirche, die erste Peterskirche, befand sich außerhalb des Orts auf dem heutigen Friedhof. Im Dorf selber befand sich zunächst nur eine Kapelle. Die im 18. Jahrhundert baufällig gewordene erste Peterskirche wurde nur mehr als Friedhofskapelle genutzt und daher auch Totenkirche genannt. Die spätgotische Kapelle wurde 1755 erweitert und zu einer neuen Dorfkirche, der zweiten Peterskirche ausgebaut. Die erste Peterskirche wurde 1812 abgebrochen. Ihr Turm blieb bis 1834 erhalten. Die zweite Peterskirche wurde 1959 zugunsten eines Neubaus, der dritten Peterskirche, abgebrochen. 2003 wurde die Kirche renoviert. Der Taufstein der alten Kirche von 1583 wurde in den Neubau integriert. Eine der Glocken stammt von dem bekannten Glockengießer Gottlieb Jacob Rechlen und wurde 1745 gegossen. Sie trägt folgende Inschriften: IOHANN CHRISTOPH PFARRER / SCHVLTHEIS IOHANN MARDEBRINER / HEILIGENPF(LEGER) IOHANN GEORG SCHEIB / SCHULME(ISTER) FRIED(RICH) GOTTLIEB PFELER / GOTTLIEB IACOB RECHLEN GOS MICH IN STVTTGARDT ANNO MDCCXLV.

## Sehenswürdigkeiten

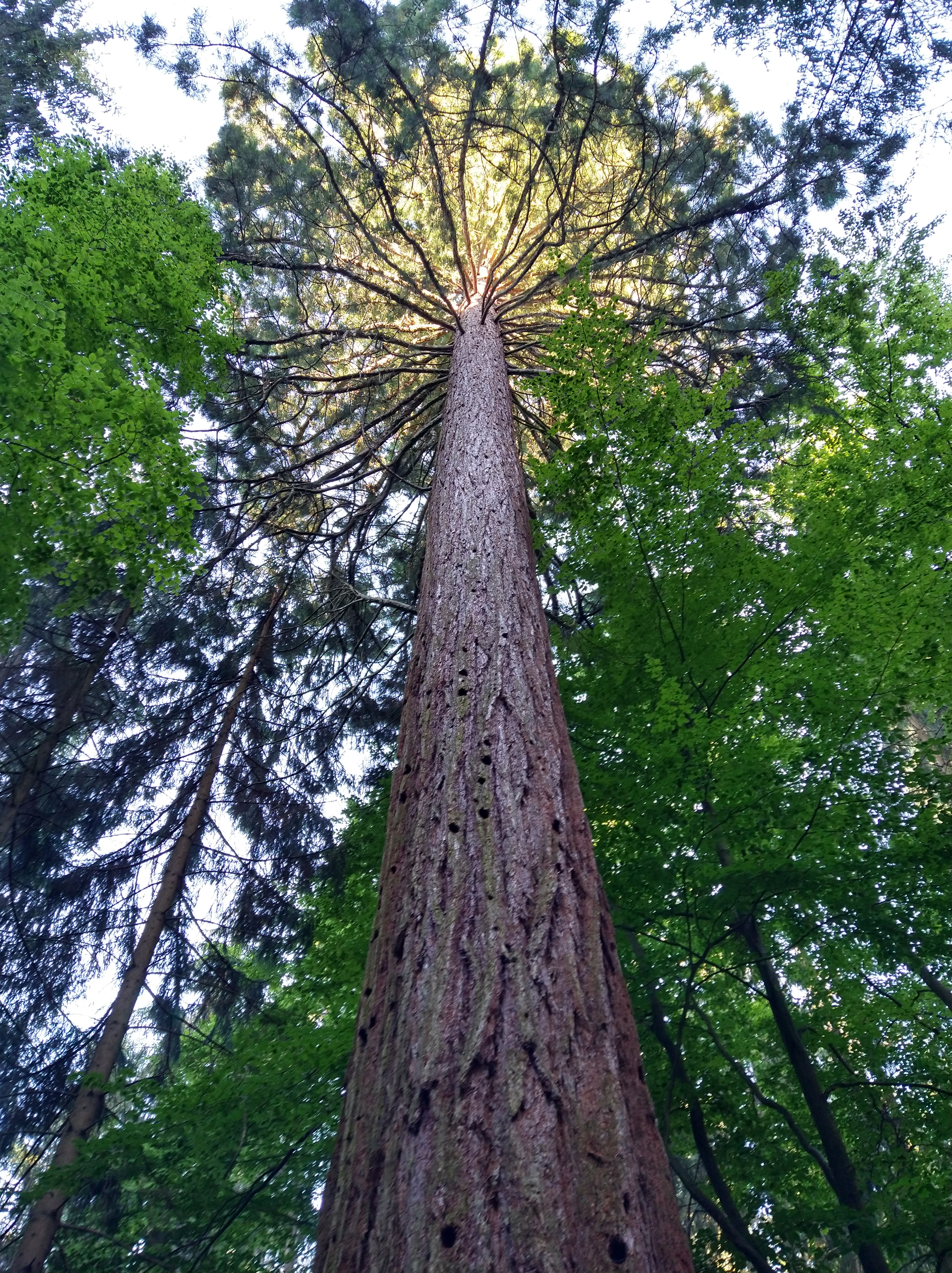
Wellingtonie beim Utzenhof

- Wellingtonie beim UtzenhofIn der Nähe des Utzenhofs stehen drei Riesenmammutbäume (Sequoiadendron giganteum).[26]
- Einbogige steinerne Brücke über dem Krebsbach.[27]

## Vereinsleben
- Obst- und Gartenbauverein Oberbrüden e. V.
- Motorradclub MC Trailhof (gegründet 1994)

## Aus dem Sagenschatz
Nach einer alten Sage soll ein unterirdischer Gang das Schloss Ebersberg mit der Burg Reichenberg in Oppenweiler verbinden und dabei unter dem Geigersberg in Oberbrüden verlaufen.
Nach einer anderen Sage soll es auf der Flur Gaierbusch spuken; Näheres dazu war allerdings schon im 19. Jahrhundert nicht mehr bekannt.
Nach einer weiteren Sage war das Tal des Brüdenbachs einst im Besitz einer alemannischen Familie. Als der Familienvater starb, teilten sich die drei Söhne das Tal nach alemannischer Sitte untereinander auf. So sollen Unter, Mittel und Oberbrüden entstanden sein.

## Sonstiges
Nach Oberbrüden ist die Apfelsorte Brüdener Parmäne benannt.

## Persönlichkeiten

### Mit Oberbrüden verbundene Personen
- Theodor Mögling (1814–1867), württembergischer Politiker und Revolutionär, lebte in Oberbrüden-Trailhof.[29]
- Wieland Backes (* 1946), Fernsehmoderator, verbrachte seine Jugend in Oberbrüden.[30]